# Dobrovlje (planota)
Dobrovlje tudi Dobroveljska planota je močno zakrasela z mešanim gozdom porasla planota v predgorju Kamniško-Savinjskih Alp med Zgornjo in Spodnjo Savinjsko dolino visoka med 650 in 1077 mnm.

## Lega
Na prelazu/prevalu Lipa (723 mnm) se na vzhod Menina planina orografsko nadaljuje v občutno nižjo in prostrano planoto Dobrovlje, ki se pahljačasto razrašča nad Mozirsko in Celjsko kotlino. Z Menino si je precej podobna, tako po kameninski sestavi in močni zakraselosti, kot po gozdnatosti, kjer prevladujejo sredogorske značilnostmi. Planota je na višini okoli 650 do 1077 mnm, zato je precej obludena, zlasti njen osrednji in vzhodni del. Zaradi nizke vzpetosti so pobočja kratka, strma, močno gozdnata in redko poseljena. Spuščajo se neposredno v nižine, kar razkriva tektonsko zasnovo: na vzhod v Celjsko kotlino, na jug v dolino Merniščice, na sever v spodnjo Zadrečko dolino in Mozirsko kotlino, medtem ko se na zahod povezuje prek reliefne vrzeli s prelazoma Slopi (925 mnm) in Lipa  z Menino planino.
Vršina planote je zaradi prepustnih apnencev kraško močno razjedena; tod so številne vrtače, suhe doline in kraške jame s kapniškimi tvorbami. Kjer so redke zaplate vododržnih skrilavcev, tam so tudi izviri. Tako na primer Čreta (Čreta, ki je na planoti tudi krajevno ime) v ljudski govorici pomeni mokroten ali močvirnat svet.
Tukaj je malo znan kraški svet. Fran Kocbek, preučevalec Kamniško-Savinjskih Alp, je odkril in opisal deset omembe vrednih kraških jam. Najdaljša med njimi je Tinetova jama, imenovana po Martinu Gričarju. Jama ima več dvoran in hodnikov. Dolga je okoli 100, na najširšem koncu široka 5 in visoka okoli 25 m. V njej so kapniki.
Nad konkavnimi kraškimi oblikami rastejo na robu planote in v osredju v višino slemena vršički ter vzpetine različnih smeri od koder se nudi lep razgled, če vidnosti mestoma ne zastira gozd. To so: Brezovec (domačini mu pravijo Bezovec 857 mnm), kopasta Grmada (898 mnm), Zahojnikov vrh (990 mnm), Čreta (1000 mnm), Belica (1066 mnm) ter Tolsti vrh in Šentjoški vrh ki sta z višino (1077 mnm) najvišja vrhova planote.

## Zgodovina
Dobrovlje so bile poseljene že v srednjem veku. Na planoti prevladujejo samotne kmetije (Planinc, Ptica, Zakrajšek in druge) in so šele v novejšem času s cestami povezane z dolino. Po 2. svetovni vojni so domačije dobile Električni tok, oskrba z vodo pa je slaba. Ljudje na planoti so svojo zavednost pokazali v času NOB. Znani preučevalec zgodovine NOV Stane Terčak pravi, da na planoti ni kmečke hiše, ki ne bi dala krvnega davka.
Leta 1972 so na Dobrovljah postavili planinsko postojanko imenovano Planinski dom I. Štajerskega bataljona na Čreti, edino planinsko kočo na obsežni planoti. Dom je postavilo PD Vransko. Imenuje se po I. Štajerskem partizanskem bataljonu.

## NOB
Dobrovlje so bile zlasti od leta 1941 do 1943 baza štajerskih partizanskih enot. Leta 1941 je imela na planoti tabor Savinjska partizanska četa, večji del oktobra 1941 se je tod zadrževal Štajerski partizanski bataljon. Leta 1942 so se na Dobrovljah zadrževale enote I. štajerskega partizanskega bataljona. Tu je bila ustanovljena njegova 4. četa. Štab 2. grupe odredov, ki je imel na Dobrovljah bazo od začetka septembra do 7. novembra 1942, je na Čreti preuredil enote v 4. bataljone.
Dne 7. novembra 1942 so okupatorjeve enote pri Sv. Joštu (955 mnm) pod Šentjoškim vrhom obkolile Savinjski partizanski bataljon ter njemu in delu štabne zaščite štaba 2. grupe odredov prizadale hude izgube. Padlo je 17 borcev, 7 pa so jih Nemci ujeli. Okupator je 15. junija 1943 na Tolstem vrhu napadel tabor štaba 4. operativne cone; pri tem sta padla namestnik političnega komisarja cone narodni heroj Dušan Kraigher - Jug in sekretarka SKOJa za Štajersko Vera Šlander, komandant cone Franc Rozman - Stane pa je bil ranjen. V letih 1944 in 1945 so se na planoti večkrat bojevale brigade 4. operativne cone.

## Dostopi
- z Vranskega:
  - z Vranskega na Vologo 1 ura 30 min.
  - z Vranskega na jugozahodno pobočje 1 ura 30 min.
  - iz Vranskega na Čreto prek Sela 2 uri
- iz Šmartnega ob Dreti
  - iz Šmartnega ob Dreti čez prelaz Lipo 2 uri
- iz Kokarij
  - iz Kokarij prek Tolstega vrha 3 ure
- iz Braslovč
  - iz Braslovč na Čreto 3 ure